# スキシア
スキシア（英語:Scythia）は、古代ギリシア・ローマ世界で定義されたポントス・カスピ海草原を含む地理的領域である。東イラン語群に属する遊牧民であるスキタイ人が住んでいた。

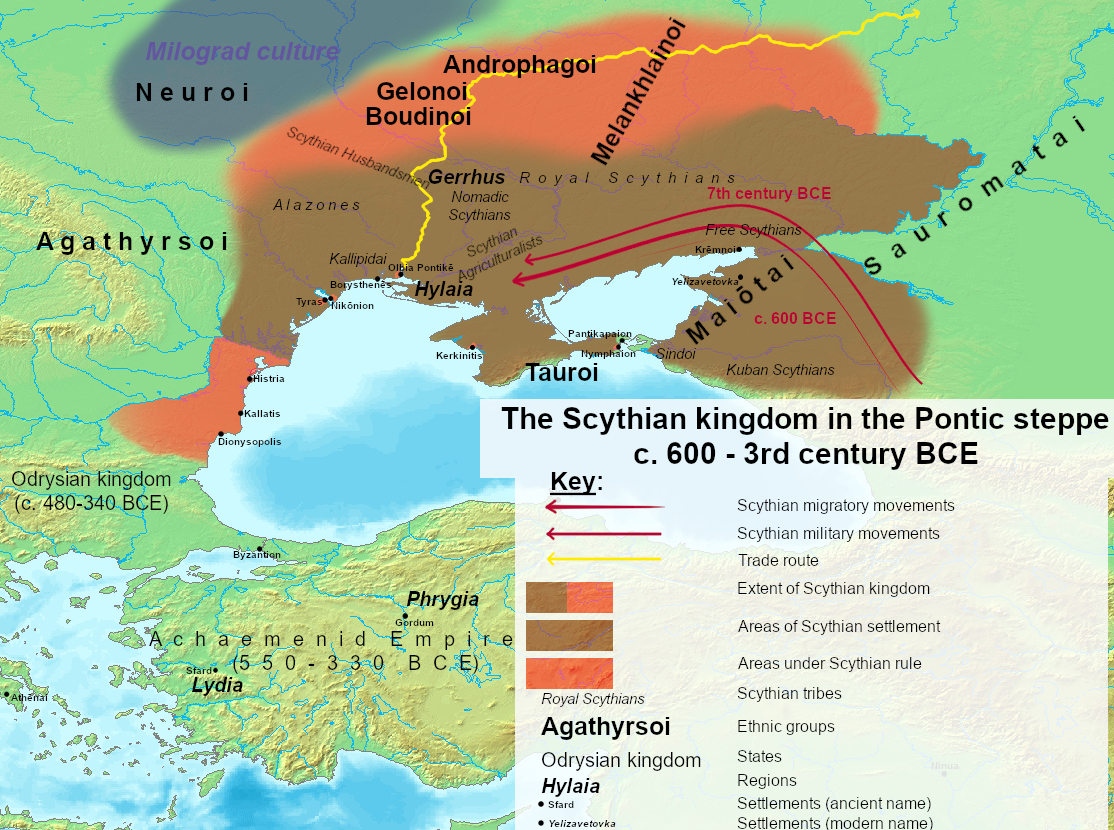
スキシアの最大領域

## 語源
スキシア(scythia)という名称は古代ギリシア語のSkuthia (Σκυθία) やSkuthikē (Σκυθική)をラテン語化したものであり、これ自体がスキタイ人の古代ギリシア語における呼称に由来している。

## 地理
ポントス草原のスキタイ王国の領域は、東はドン川から西はドナウ川まで広がり、黒海沿岸のすぐ北にある草原地帯と、草原の北にある農耕民が住む肥沃な黒土地域を覆っていた。領域の北限は針葉樹林でドン川やドニエプル川を含むいくつかの河川が南に流れ黒海に注いでいた。
紀元前9世紀から紀元前5世紀にかけて、草原地帯の気候は涼しく乾燥しており、これがポントス地方北部での騎馬遊牧民の出現のきっかけとなった。紀元前5世紀には気候が温暖湿潤になり、遊牧民の草原間の移動が盛んになった。
こうした好条件の気候のおかげで、樹木のない草原には草が豊富に生え、遊牧民のスキタイ人は牛や馬の大きな群れを飼育することができた。
スキタイ人がやってくる前のポントス草原はイラン系遊牧民のアガテュルソイによって支配されていた。スキタイ人の移住を受けてアガテュルソイは西進し、カルパティアへと移住した。
紀元前4世紀後半から、別の類似したイランの遊牧民であるサルマティア人が東からポントス草原に移住し、スキタイ人に代わってポントス草原の支配勢力となった。サルマティア人の侵入により、この地域の名前は「スキタイ」に取って代わり「サルマティア・エウロペア」（ヨーロッパのサルマティア）となった。